# Złota 44
Złota 44 è un grattacielo residenziale alto 192 metri con 52 piani situato nel centro di Varsavia, in Polonia. È stato progettato dall'architetto americano Daniel Libeskind.
Il nome Złota 44 proviene dall'indirizzo dell'edificio - Złota ("Golden") Street. Si trova vicino al Palazzo della Cultura e della Scienza, l'ex edificio più alto della Polonia (237 m), scavalcato nel 2022 dalla Varso Tower (310 metri), e al centro commerciale Złote Tarasy. Con i suoi 192 metri di altezza, Złota 44 è il sesto grattacielo più alto di Varsavia.
Złota 44 è uno degli edifici residenziali più alti in Polonia e nell'Unione Europea. È un grattacielo di lusso di 52 piani e contiene 287 appartamenti. Tutti gli appartamenti saranno dotati del sistema di gestione domestica (HMS), che facilita il controllo dell'aria condizionata, delle tapparelle, del riscaldamento, dell'illuminazione e consente la possibilità di effettuare ordini online da ristoranti o altri servizi. Tutti i residenti riceveranno una carta di sicurezza, che consente loro di raggiungere solo il piano in cui si trova il loro appartamento.